# Busard de Madagascar
Circus macrosceles
Espèce
Statut de conservation UICN

 EN  : En danger
Statut CITES
Le Busard de Madagascar (Circus macrosceles) est une espèce d'oiseaux de la famille des Accipitridae.

## Répartition
Cette espèce vit à Madagascar et aux Comores.